# Deaminasa de citidina inducida por activación
La Deaminasa de Citosina Inducida por Activación (también llamada AID o AICDA acrónimo del inglés "Activation Induced Cytosine Deaminase") es una enzima de 24 kDa que en los seres humanos está codificado por el gen AICDA.  Su actividad induce mutaciones en el ADN. El proceso es iniciado por la deaminación de bases de citosina y su conversión a uracilo (el cual es reconocida en la hebra de ADN como timidina). En otras palabras, cambia un par C:G a un par U:G. La maquinaria de replicación del ADN de la célula reconoce el U como T, y de ahí C:G es convertido a un par T:A. Durante desarrollo de linfocitos B en el centro germinal, AID genera otros tipos de mutaciones, como C:G a A:T. El mecanismo por el cual se originan estas mutaciones aún no está completamente clarificado, sin embargo se cree que está involucrada la acción de mecanismos de reparación.
En células B en los ganglios linfáticos, las mutaciones originadas por AID originan la diversidad de anticuerpos, sin embargo el mismo proceso puede dar origen a linfomas B.

## Función
Este gen codifica una deaminasa de edición de ADN miembro de la familia de deaminasas de citidina. La proteína está implicada en la hipermutación somática, conversión de genes y en el cambio de isótipo en los genes de inmunoglobulinas en las células B del sistema inmunitario.
Se piensa que AID es el regulador maestro de la diversificación de anticuerpos secundarios. Está implicada en la iniciación de tres procesos de diversificación de las inmunoglobulinas: 
1. Hipermutación Somática (SHM), en qué los genes de anticuerpo sufren mutaciones puntuales para generar una biblioteca de variantes de anticuerpo, algunos de los cuales muestran afinidad más alta para un antígeno en particular y cualquiera de sus variantes cercanas
2. Recombinación de cambio de la clase (CSR), en qué B las células cambian su expresión de IgM a IgG u otros tipos de inmunoglobulinas
3. Conversión de gen (GC) un proceso que origina mutaciones en genes de anticuerpos de pollos, cerdos y algunos otros vertebrados.

Se ha demostrado en vitro que AID es activa en ADN de una sola hebra, y que requiere transcripción activa para ejercer su actividad deaminasa.
Se sospecha la implicación de factores Cis-reguladores, debido a que la actividad de AID es varios órdenes de magnitud más altos en la "región" variable de las inmunoglobulinas que en otras regiones del genoma. Una publicación reciente sugiere que AID puede alcanzar actividad elevada en unos cuantos objetivos (que no son inmunoglobulina) cuándo la transcripción en hebras de ADN opuestas converge debido a actividad super-potenciada.
Recientemente, se ha reportado el posible rol deAID la demetilación activa.  AID puede deaminar 5-methylcytosine, los cuales entonces pueden ser reemplazados con citosina por reparación de bases exindidas.

## Mecanismo
Se cree que AID inicia SHM en con un mecanismo de múltiples pasos. AID deamina citosinas en el ADN, en general estas citosinas se localizan dentro de hotspot siendo los motivos predominantes WRCY  (WRCY motivos W=adenina o timidina, R=purina, C=citosina, Y=pirimidina, o el inverso RGYW guanina=de G). Como resultado de la acción de AID se genera un mismatch U:G (U= uracil) el cual puede seguir distintos caminos:
1. El mismatch U:G es replicado ando lugar a dos hebras hijas, una queda sin mutar y uno experimenta una transición C => T. (U Es análogo a T en ADN y es tratado como tal cuando es replicado).
2. El uracilo puede ser excisionado por la uracil-ADN glycosylase (UNG), resultando en un sitio abásico. Esto sitio abásico  (o AP, apurinico/apirimidinico) puede ser copiado por un polimerasa de ADN (como polimerasa de ADN eta), resultando en incorporación aleatoria de cualquier de los cuatro nucleótidos, i.e. A, G, C, o T. También, este sitio abasico puede ser clivado por endonucleasas apurínicas, creando una rotura en la estructura deoxyribosa fosfato. Esta rotura entonces puede proseguir con la reparación de ADN normal, o, si las roturas ocurren en las 2 hebras, uno en cualquier hebra una rotura de hebra doble escalonada puede ser formado (DSB). Se cree que la formación de estos DSBs en cualesquiera de las regiones de cambio o en la región variable de las Ig, puede dirigir a cambio de isótopo o conversión génica, respectivamente.
3. El mismatch U:Gtambién puede ser reconocido por la "maquinaria ADN mismatch reparasa" (MMR), en concreto por el complejo MutSα(alfa). MutSα Es un heterodimero constando de MSH2 y MSH6. Esto heterodimero es capaz de reconocer mayoritariamente distorsiones de una base en la estructura del ADN, compatible los mismatches introducidos por AID. El reconocimiento de mismatches U:G por el MMR las proteínas está pensada para dirigir a procesamiento del ADN a través de exonucleolytic actividad para exponer una región de hebra sola de ADN, seguido por error prone actividad de polimerasa del ADN para rellenar el vacío. Este error-prone las polimerasas están pensadas para introducir mutaciones adicionales aleatoriamente a través del vacío de ADN. Esto deja la generación de mutaciones en EN pares de base.

El nivel de actividad de AID en linfocitos B está estrechamente regulada a través de la modulación de la expresión AID. AID está inducida por factores de transcripción E47, HoxC4, Irf8 y Pax5, e inhibidos por Blimp1 y Id2.
A nivel post-transcriptional AID es silenciada por mir-155, un pequeño micro-RNA no-codificante, regulado por IL-10.

## Importancia clínica
Los defectos en este gen están asociados con el síndrome Hyper-IgM tipo  2.
En algunas enfermedades malignas hematológicas como linfoma folicular la expresión persistente de AID ha sido asociada al proceso de lymphomagenesis. Asi mismo en leucemia linfoide crónica se ha asociado a la progresión de la enfermedad.